# Horní Lapač
Horní Lapač é uma comuna checa localizada na região de Zlín, distrito de Kroměříž.